# Zützener Busch
Das Naturschutzgebiet Zützener Busch liegt im Landkreis Dahme-Spreewald in Brandenburg.
Das Gebiet mit der Kenn-Nummer 1281 wurde mit Verordnung vom 17. März 2003 unter Naturschutz gestellt. Das rund 91 ha große Naturschutzgebiet erstreckt sich östlich von Zützen, einem Ortsteil der Stadt Golßen. Die Kreisstraße K 6146 verläuft durch das Gebiet hindurch, die B 96 verläuft östlich.

## Bedeutung
Das Naturschutzgebiet ist ein grundwassergeprägtes Feuchtgebiet mit repräsentativen Waldgesellschaften.